# جو پیچلر
جو پیچلر (به انگلیسی: Joe Pichler) (زاده ۱۴ فوریهٔ ۱۹۸۷ ) بازیگر آمریکایی است. او در تاریخ ۵ ژانویه ۲۰۰۶ گم شد.
از فیلم‌های معروف او می‌توان به بازی در فیلم تیم اول دانشکده بلوز اشاره کرد.